# Holmlia Futsal 2011-2012
Questa voce raccoglie le informazioni riguardanti l'Holmlia Futsal nelle competizioni ufficiali della stagione 2011-2012.

## Stagione
L'Holmlia ha chiuso il campionato 2011-2012 al 9º posto finale, retrocedendo pertanto in 1. divisjon dopo quattro anni di militanza nella massima divisione locale.

## Rosa
| N° | Naz.                | Ruolo | Sportivo             | Anno     |  |  |
| -- | ------------------- | ----- | -------------------- | -------- |  |  |
|    | Norvegia (bandiera) | POR   | Thomas Sandsør       | 07.04.85 |  |  |
|    | Norvegia (bandiera) | DIF   | Nasser El Barkani    |          |  |  |
|    | Norvegia (bandiera) | DIF   | Mounir El Masrouri   | 28.12.84 |  |  |
|    | Norvegia (bandiera) | UNI   | Dawda Leigh          | 27.06.86 |  |  |
|    | Norvegia (bandiera) | UNI   | Najim Zaouaghi       | 14.12.84 |  |  |
|    | Norvegia (bandiera) | PIV   | Thierry Danon DjeDje | 09.08.82 |  |  |
|    | Norvegia (bandiera) | PIV   | Esben Rashid         | 21.04.91 |  |  |
|    | Norvegia (bandiera) |       | Ahmed Abdelghani     |          |  |  |
|    | Norvegia (bandiera) |       | Tarek Al-Samarraie   |          |  |  |
|    | Norvegia (bandiera) |       | Zeeshan Ilyas        |          |  |  |
|    | Norvegia (bandiera) |       | Martin Magnussen     |          |  |  |
|    | Norvegia (bandiera) |       | Abdirahim Mohamed    |          |  |  |
|    | Norvegia (bandiera) |       | Abo Noor             |          |  |  |
|    | Norvegia (bandiera) |       | Ivan Rojo            |          |  |  |

## Risultati

### Eliteserie

#### Girone di andata
| Oslo 2 dicembre 2011, ore 20:15 1ª giornata | Holmlia  | 5 – 6 referto | Tiller | Ekeberg Idrettshall A\| Arbitro: \| Pedersen \| |
| Arbitro:                                    | Pedersen |               |        |                                                 |

| Oslo 3 dicembre 2011, ore 15:15 2ª giornata | Holmlia  | 8 – 2 referto | Kongsvinger | KFUM-Hallen\| Arbitro: \| Sandberg \| |
| Arbitro:                                    | Sandberg |               |             |                                       |

| Oslo 4 dicembre 2011, ore 11:10 3ª giornata | Holmlia   | 0 – 1 referto | Vegakameratene | KFUM-Hallen\| Arbitro: \| Rønningen \| |
| Arbitro:                                    | Rønningen |               |                |                                        |

| Oslo 5 febbraio 2012, ore 18:00 4ª giornata | Holmlia      | 12 – 12 referto | KFUM Oslo | Holmlia Idrettshall\| Arbitro: \| Rafiq (Oslo) \| |
| Arbitro:                                    | Rafiq (Oslo) |                 |           |                                                   |

| Fyllingsdalen 28 gennaio 2012, ore 18:15 5ª giornata | Nidaros   | 5 – 5 referto | Holmlia | Framohallen B\| Arbitro: \| Eidhammer \| |
| Arbitro:                                             | Eidhammer |               |         |                                          |

| Kristiansand 14 gennaio 2012, ore 16:00 6ª giornata | Høllen   | 4 – 3 referto | Holmlia | Gimlehallen\| Arbitro: \| Sandberg \| |
| Arbitro:                                            | Sandberg |               |         |                                       |

| Fyllingsdalen 28 gennaio 2012, ore 13:00 7ª giornata | Vadmyra  | 3 – 1 referto | Holmlia | Framohallen B\| Arbitro: \| Grønevik \| |
| Arbitro:                                             | Grønevik |               |         |                                         |

| Fyllingsdalen 29 gennaio 2012, ore 14:30 8ª giornata | Holmlia   | 6 – 1 referto | Solør | Framohallen A\| Arbitro: \| Eidhammer \| |
| Arbitro:                                             | Eidhammer |               |       |                                          |

| Kristiansand 15 gennaio 2012, ore 14:15 9ª giornata | Horten   | 4 – 7 referto | Holmlia | Gimlehallen\| Arbitro: \| Pedersen \| |
| Arbitro:                                            | Pedersen |               |         |                                       |

#### Girone di ritorno
| Stjørdal 18 febbraio 2012, ore 13:00 10ª giornata | Holmlia       | 0 – 4 referto | Vadmyra | Stjørdalshallen A\| Arbitro: \| Thorsø Hansen \| |
| Arbitro:                                          | Thorsø Hansen |               |         |                                                  |

| Stjørdal 19 febbraio 2012, ore 12:00 11ª giornata | Solør        | 3 – 5 referto | Holmlia | Stjørdalshallen A\| Arbitro: \| Solum Lystad \| |
| Arbitro:                                          | Solum Lystad |               |         |                                                 |

| Oslo 11 dicembre 2011, ore 17:30 12ª giornata | Holmlia | 4 – 4 referto | Horten | Holmlia Idrettshall\| Arbitro: \| Ølmheim \| |
| Arbitro:                                      | Ølmheim |               |        |                                              |

| Oslo 10 marzo 2012, ore 16:15 13ª giornata | KFUM Oslo | 6 – 4 referto | Holmlia | KFUM-Hallen\| Arbitro: \| Pedersen \| |
| Arbitro:                                   | Pedersen  |               |         |                                       |

| Stjørdal 19 febbraio 2012, ore 17:15 14ª giornata | Holmlia  | 5 – 9 referto | Nidaros | Stjørdalshallen A\| Arbitro: \| Sandberg \| |
| Arbitro:                                          | Sandberg |               |         |                                             |

| Oslo 10 marzo 2012, ore 20:00 15ª giornata | Holmlia | 3 – 5 referto | Høllen | Holmlia Idrettshall\| Arbitro: \| Hanssen \| |
| Arbitro:                                   | Hanssen |               |        |                                              |

| Oslo 24 marzo 2012, ore 13:30 16ª giornata | Tiller       | 9 – 11 referto | Holmlia | Ekeberg Idrettshall C\| Arbitro: \| Rafiq (Oslo) \| |
| Arbitro:                                   | Rafiq (Oslo) |                |         |                                                     |

| Oslo 24 marzo 2012, ore 18:15 17ª giornata | Kongsvinger | 8 – 3 referto | Holmlia | Ekeberg Idrettshall C\| Arbitro: \| Hanssen \| |
| Arbitro:                                   | Hanssen     |               |         |                                                |

| Oslo 25 marzo 2012, ore 12:45 18ª giornata | Vegakameratene | 3 – 7 referto | Holmlia | Ekeberg Idrettshall B\| Arbitro: \| Rønningen \| |
| Arbitro:                                   | Rønningen      |               |         |                                                  |